# ボルダリング
ボルダーとは、クライミングの一種で、最低限の道具（クライミングシューズとチョーク）で岩や人工の壁面などを登るスポーツである。「岩の塊」「大きい丸い岩」を意味する英語が語源である。元々はロープを使用したフリークライミングの練習的な位置づけだったが、クライミングから確保という要素が取り除かれ、より純粋に岩を登る事に集中できる。また必要な装備が少なく、手軽に始められる事から、ボルダリングを中心に行うクライマーが増えており、現在では独立したフリークライミングの一形態となっている。
日本では「ボルダリング」（英: bouldering）と呼んでいたが、2023年02月10日に日本山岳・スポーツクライミング協会が、2023年4月1日から「ボルダ―」に名称変更すると発表した。
自宅の壁を補強・改修したうえで、つかむためのホールドを取り付け、室内で楽しむ人もいる。
2021年に開催された2020東京オリンピックより、スポーツクライミングの1種目としてオリンピック競技に採用されている。詳細は2020年東京オリンピックのスポーツクライミング競技を参照。

## 課題とグレード

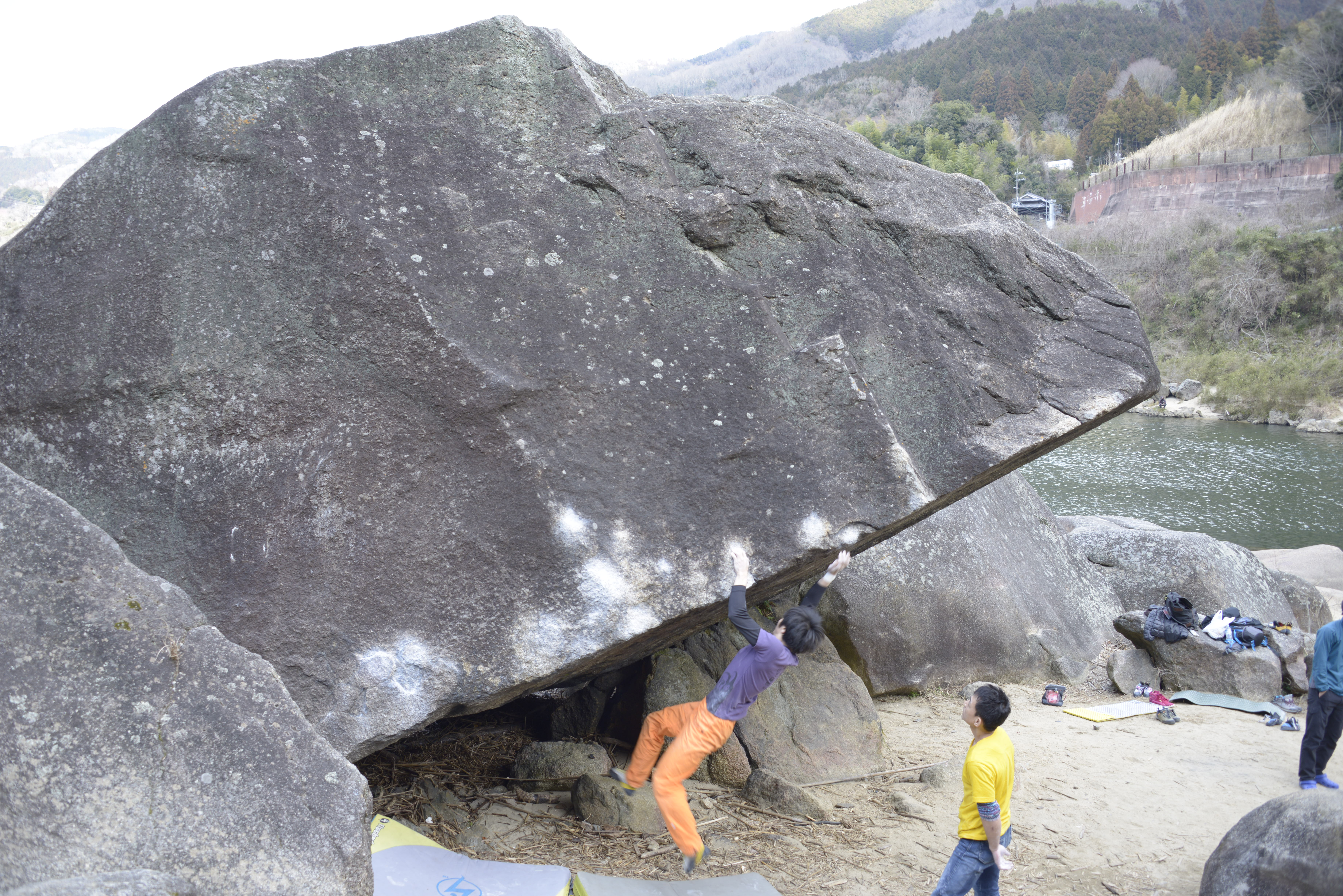
京都府笠置町下流エリア　大ハング岩 ミティゲーション(2段)

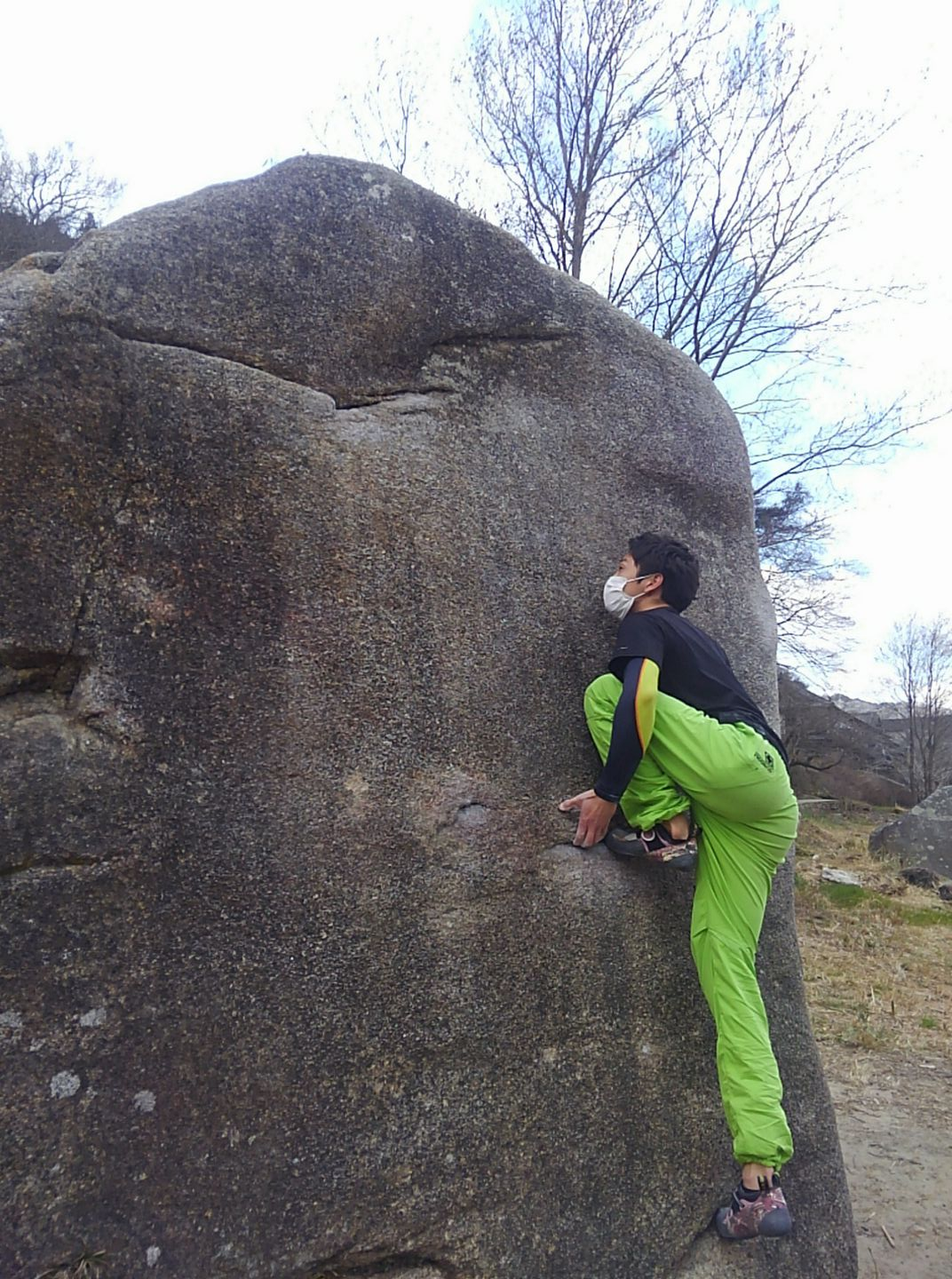
京都府笠置町下流エリア　フィネス(４級)

課題には難しさを表すグレードがあり、一般的なグレードとして日本式（段級グレード）、ヨーロッパ式（フレンチグレード）、アメリカ式（Vグレード）が使われている。
※表では下行ほど高難度である。
| 段級    | ヨーロッパ式 | V       |
| ------- | ------------ | ------- |
| 8級     | 1+ 2         | VB-     |
| 7級     | 2+ 3         | VB VB+  |
| 6級     | 3+ 4         | V0- V0  |
| 5級     | 4+ 5         | V0+ V1  |
| 4級     | 5+ 6A        | V2      |
|         |              | V3      |
| 3級     | 6A+ 6B       |         |
|         |              | V4      |
| 2級     | 6B+ 6C       |         |
|         |              | V5      |
| 1級     | 6C+ 7A       | V6      |
| 初段    | 7A+ 7B       | V7      |
|         |              | V8      |
| 二段(+) | 7B+ 7C       | V9      |
| 三段(+) | 7C+ 8A       | V10 V11 |
| 四段(+) | 8A+ 8B       | V12 V13 |
| 五段(+) | 8B+ 8C       | V14 V15 |
| 六段(+) | 8C+          | V16     |
| 出典：  |              |         |

1. ↑  4級と3級の間
2. ↑  3級と2級の間
3. ↑  2級と1級の間
4. ↑  初段と二段の間

## クラッシュパッドと安全対策

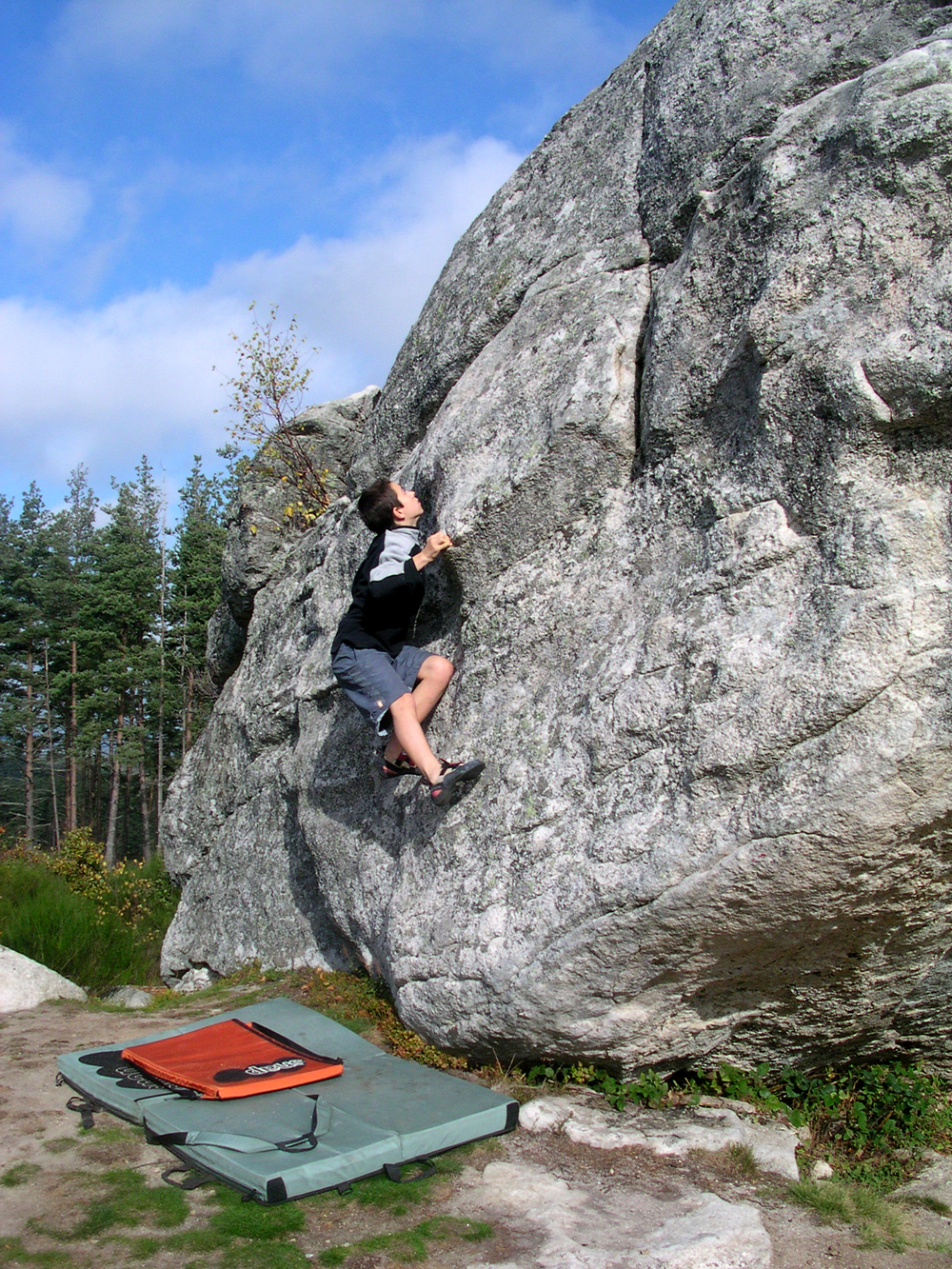
クラッシュパッドを使用してボルダリングをする風景（フランス・カンタル県）

墜落時の安全のためにクラッシュパッドという、携帯式のマットを使用する。
クライミング用シューズは、歩く事を前提としていないので、足のアーチの機能が由々しく限定される。緩衝材も靴底に無いため、墜落時に踵などを負傷する危険性がある。クラッシュパッドの使用により踵や腰への負傷を予防する事ができ、特に前倒壁においては墜落時における背中や頭部への直撃を防ぐ事ができる。クラッシュパッドは携帯性を重視しているので、墜落時の衝撃を吸収するまでの機能は無い。あくまで怪我防止のための補助具として使用する。
複数人でボルダリングを行う場合、スポッターと呼ばれる補助を行う者が付くことがある。スポッターは墜落時に肩を押す事で、頭部からの墜落を防ぐ。また傾斜地ではクラッシュパッドごと滑り落ちない様に支える事もある。スポッターには、登攀中はクライマーに触れない、墜落時に自らが下敷きにならない、などの注意が必要となる。複数人でボルダリングを行うことにより、前記のようなスポッターによる補助のほか、各自が持ち寄ったクラッシュパッドを重ねることなどによる安全性の向上が期待できる。
ボルダリングでの墜落は、地面まで落ちる事が前提だが、落ちる前に自ら飛び降りる事で墜落時の体勢を立て直し、危険を回避できる。

## ボルダリング競技

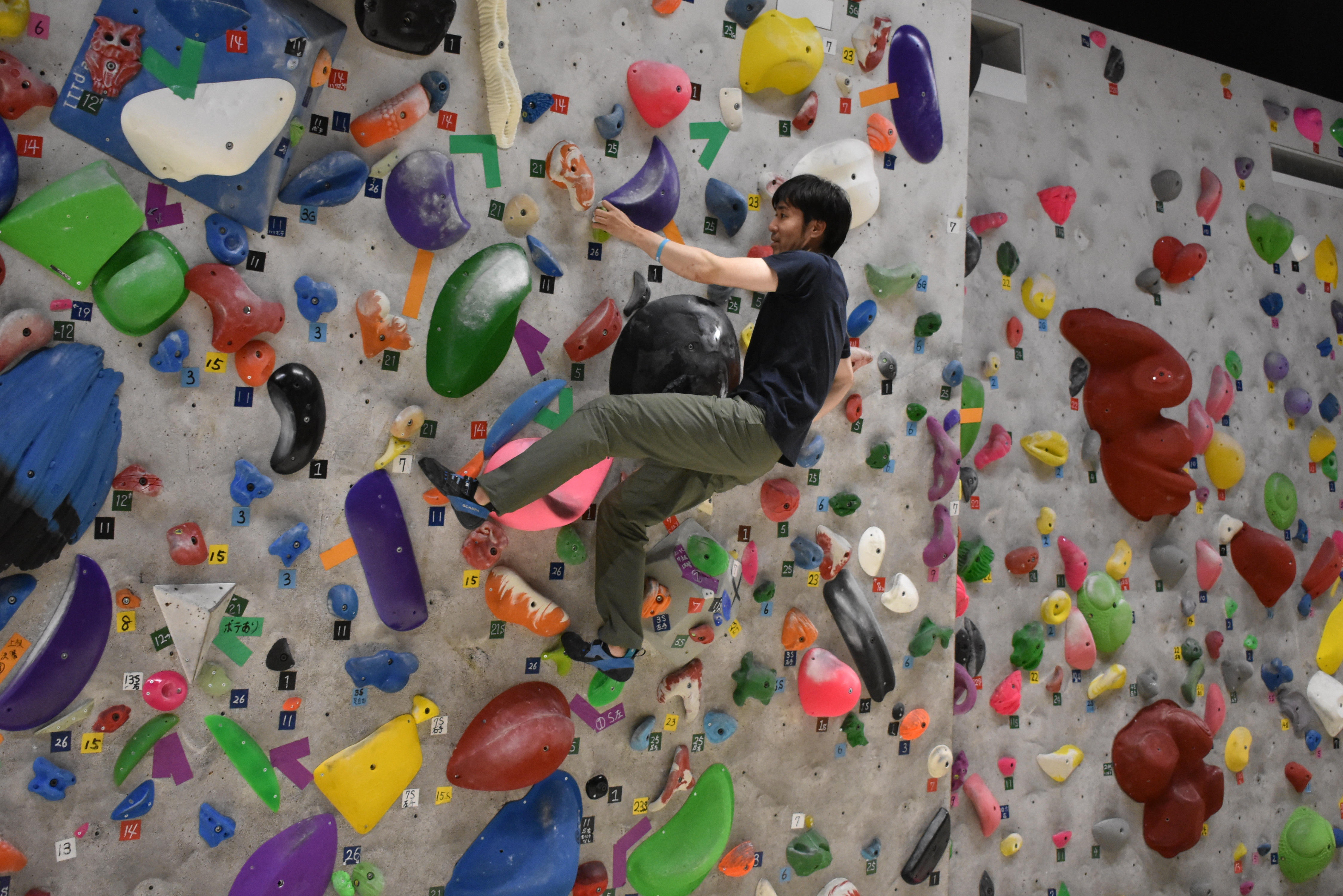
東京ドームシティ黄色いビル内のスポドリ（2019年7月5日撮影）

日本で有名なボルダリングの競技会としてはB-Sessionがある。B-Sessionは1年間を通じてのシリーズ戦を行いその総合ポイントで年間チャンピオンを選出する。勝敗はクリアーした課題の数で順位を決定する。競技はインドアクライミングで行われ、毎回大会用に課題を新しく設定して初登にて競われる。
そのほかに、日本山岳・スポーツクライミング協会が主催するボルダリングジャパンカップが2005年から年一回の間隔で行われているほか、2008年チャレンジ!おおいた国体からは国民体育大会の山岳競技の一種目としてボルダリングが採用されている。

### 過去の年間チャンピオン

#### B-Session
- 2000年 山崎岳彦、大岩あき子
- 2001年 山崎岳彦、岩田千鶴代
- 2002年 丸木太、岩田千鶴代
- 2003年 宮保雄一、野口啓代
- 2004-2005年 渡辺数馬、外河有紀子（年度移行のため、2004年は2005年に合算）
- 2006年 渡辺数馬、野口啓代
- 2007年 渡辺数馬、野口啓代
- 2008年 堀創、小田桃花
- 2009年 杉田雅俊・清水淳、小林由佳
- 2010年 松島暁人、萩原亜咲
- 2011年 茂垣敬太、小田桃花